# مرلين

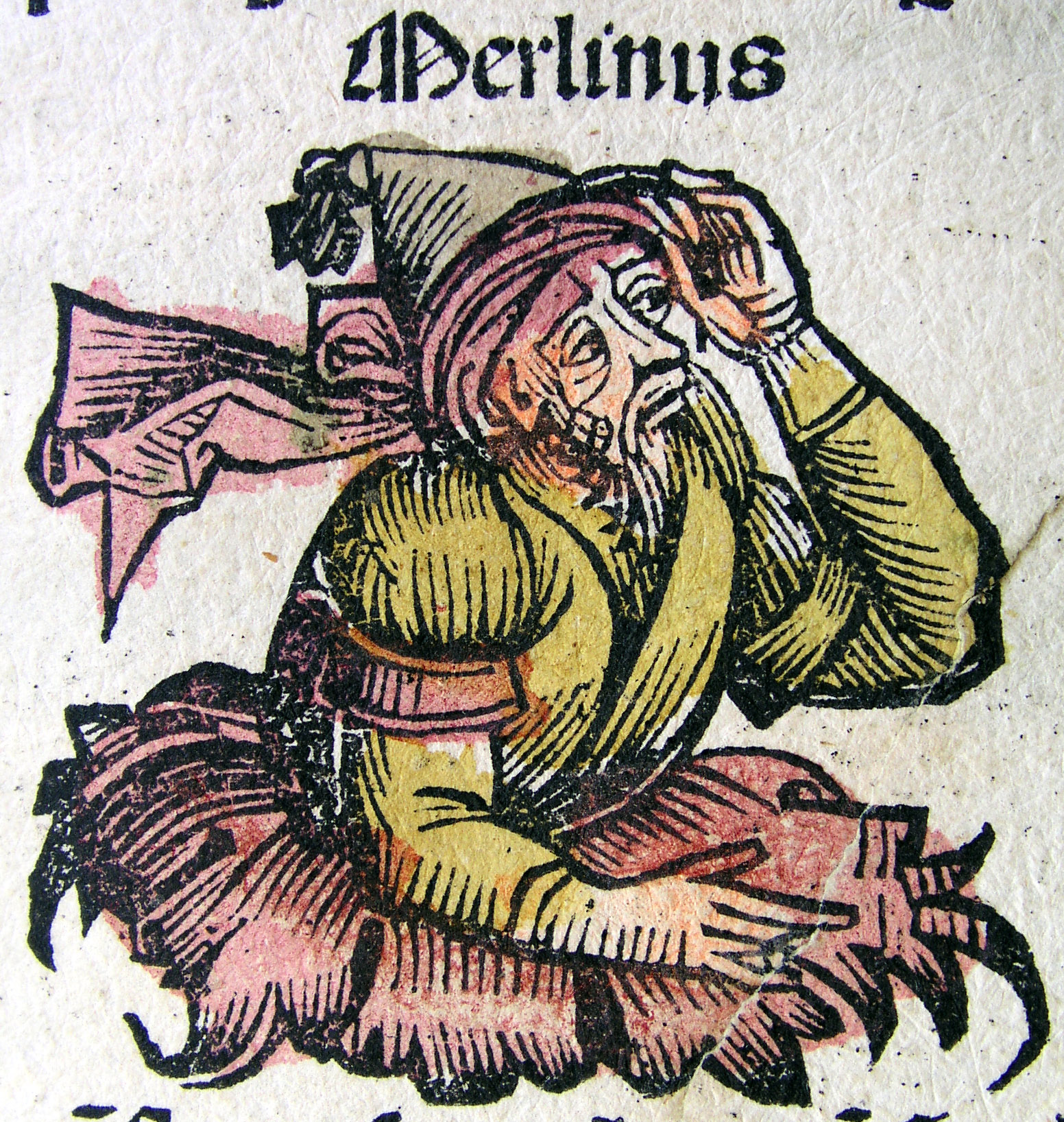
مرلين

مرلين أو ميرلين أو مارلين (بالويلزية: Myrddin) شخصية خيالية من الأسطورة الآرثرية لساحر أبيض جبار، ارتبط بميلاد الملك آرثر، ونشأة كاميلوت.

## مولد مرلين
أصل الحكاية هو على الأغلب أتى من شخصية شاعر ويلزي اسمه ميرذين عاش في القرن السادس وربما أتت من الحكايات حول كهنة الدرويد التي ساهمت في صنعه في حكايات القرون الوسطى.
وكان مرلين ابن شيطان وعذراء وكان نتاج خطة من أسياد الجحيم لينصبوا المنافس الشرير للمسيح لكن أمه شربت من المياه المقدسة وأخذت نذرا بالعفة وكنتيجة لهذا فقد ورث من أبيه قدراته الخارقة ولم يرث شره وكرهه للبشر واستطاع التكلم يوم مولده ونشأ وهو بإمكانه تغيير الأشكال ليخترع كل أشكال الوهم ويرى الماضي والمستقبل والتنبؤات المنسوبة له نشرها جيفري مونماوث عام 1130 تقريبا وتمت دراستها وشرحها لقرون.
كان نينيوس (والذي استقى منه جفري حكاية مرلين) قد كتب عنه حكاية مرلين والبرج ولكنه أعطى الولد اسم أمبروسيوس أو إمريس، وجفري يسميه مرلين-أمبروسيوس وهو دليل على أن جفري استقى الحكاية من نينيوس، وكان كتابه حياة مرلين (باللاتينية: Vita Merlini) ناجحا لدرجة أنه حاز منصبا في أسقفية سانت أساف

## أعمال مرلين
أظهر مرلين نفسه كفتى عندما كان فورتيجرن ملك بريطانيا يحاول يائسا بناء برج في جبال سنودونيا كدفاع ضد الساكسون، وأخبره الكهنة أن الأساسات يجب أن تروى بدماء طفلا لا أب له، فأتوا إلى مدينة مرلين حيث طرده الأولاد ولم يجعلوه يلعب معهم لأنه بلا أب، وهناك أدهشهم بأن أخبرهم عن نبوءات عرفوا أنها حصلت.
وصل مرلين ووقف أمام فورتيجرن وعرف مرلين ما هو مصير الملك وما السبب الذي جعل البرج يسقط، وأوضح الفتى أن البرج لن يصمد لوجود بركة عميقة في الأرض تحتها ولم يلاحظها سحرة فورتيجرن وأن بها كهفا كبيرا به تنينان أحدهما أبيض والآخر أحمر وهما يتصارعان في الليل أو يتقلبان فيتهدم البرج فتم تنشيف البركة ثبتت صحة نبوءته فمن مهمته كعراف البلاط، وأصبح عرافا لخلفء فورتيجرن ومنهم أوريليوس أمبروسيوس وأوثر بندراغون.
كذلك توقعاته تشمل قدوم الملك آرثر. لاحقا نقل مرلين ستونهنج من أيرلندا إلى بريطانيا بالسحر وكذلك ساهم بالسحر بولادة الملك آرثر وراقب نشوءه حيث حول والد آرثر أوثر بندراغون إلى شبه دوق كورنوول لينجب آرثر من إغراين زوجة الدوق التي كان يحبها أوثر ووضع الولد في رعاية آرثر والذي أعطاه لأنتور الذي رباه كابنه، وكشف عن الولد وعن أصله بعد نجاحه في اختبار السيف المغروز في صخرة وسندان وانه الملك لكل البريطانيين.
خلال سنوات عهد آرثر الأولى أصبح مستشاره وأقنعه كذلك ببناء الطاولة المستديرة وأظهر كذلك وجود الكأس المقدسة وهي الرمز المسيحي الأكبر الذي أصبح البحث عنه أعظم مغامرات فرسان آرثر. وبهذا لم تكن الكنيسة المسيحية هي من أرشد الفرسان بل ساحر نصف شيطان تمثل في حكمة الأجداد الوثنيين ولم يكن هذا مواجهة للمسيحية بل توقعا لها.

## نهاية مرلين
تروي قصص عديدة ما حدث لمرلين في النهاية وفي بعضها يتم حمله إلى الجحيم من قبل الشياطين التي أرسلته إلى العالم وهناك ما تقول أنه اختفى بشكل غامض وهو ما قيل في حكايات أخرى عن فيثاغورس وأبولونيوس التياني وفرجيل وحتى حكايات وردت عن موسى، لكن أشهر القصص شهرة هي التي تروي وقوعه في حب ميئوس منه مع الجميلة فيفيان (أو نيفيان أو نينيان وتعرف أيضا بسيدة البحيرة) التي لعبت على محبته لها وأخذت منه أسرار سحره وقلبته عليه وأغلقت عليه في كهف أو قبر أو قلعة من الهواء حيث ظل سجينا بائسا للأبد.